# Areopagitica
Areopagitica, pełny tytuł: Areopagitica: A speech of Mr. John Milton for the liberty of unlicensed printing to the Parliament of England – pamflet Johna Miltona, będący traktatem polemicznym przeciwko cenzurze utworów literackich.
Tytuł nawiązuje do areopagu – wzgórza Aresa, na którym zbierała się najwyższa rada starożytnych Aten, by podejmować decyzje natury politycznej i religijnej.
Milton rozpoczął pisanie Areopagitiki po wydaniu 14 marca 1643 przez angielski parlament dekretu, obligującego wydawców do uzyskania zezwolenia władz na wydanie każdej nowej pozycji. Pierwsze wydanie ukazało się bez takiego zezwolenia, a zatem nielegalnie. Fakt ten został zgłoszony Izbie Lordów przez księgarzy, jednakże nie podjęto żadnych działań ani przeciwko autorowi, ani przeciwko wydawcy.
Wydanie polskie: Areopagitica, tł. Joanna Rzepa,  Jirafa Roja, Warszawa 2012.

## Treść utworu
Areopagitica jest zbiorem przemyśleń autora na temat cenzury, zawierającym przekonujące argumenty na rzecz rezygnacji z jej stosowania. Milton przyznaje, że rozumie cele i przesłanki, jakimi kierowano się ustanawiając takie prawo, jednakże odczuwa wewnętrzny sprzeciw wobec prób krępowania wolności wyrażania myśli. Obawia się także, że po pewnym czasie funkcjonowania cenzury przybierze ona formy bardziej represyjne, niż zakładano pierwotnie. Autor dowodził, że prawo tego typu jest „niezgodne z duchem kultury świata zachodniego”, utrudnia dążenie ku prawdzie, a na dodatek jest nieskuteczne. Tę ostatnią tezę zilustrował przykładem „zamykania drzwi parku, by uwięzić w nim sowę”.

## Recepcja
Dzieło Miltona zostało potępione w 1653 przez lorda protektora Olivera Cromwella jako próba odebrania władzom broni skutecznej w tłumieniu „myśli buntowniczej”. Przedstawioną w Areopagitice przemyślaną argumentację Miltona doceniono dopiero po jego śmierci. Pierwszym krokiem w kierunku spełnienia postulatu zniesienia obowiązku rejestrowania nowych utworów było uchwalenie w 1689 Deklaracji Praw. Całkowite zniesienie cenzury w Anglii nastąpiło w 1695 roku, szybciej niż miało to miejsce w innych państwach europejskich.